# Eophyllophila filipes
Eophyllophila filipes är en tvåvingeart som beskrevs av Townsend 1927. Eophyllophila filipes ingår i släktet Eophyllophila och familjen parasitflugor. Inga underarter finns listade i Catalogue of Life.